# Poříčí (Křelovice)
Poříčí (německy Porschitz) je malá vesnice, část obce Křelovice v okrese Pelhřimov. Nachází se asi 2,5 km na východ od Křelovic. V roce 2009 zde bylo evidováno 27 adres. V roce 2001 zde trvale žilo 14 obyvatel.
Poříčí leží v katastrálním území Poříčí u Bolechova o rozloze 2,13 km2.